# Seende ledsagare
En seende ledsagare (engelska: Sighted Guide) är en guide för idrottare med en synskada eller synnedsättning som hjälper till vid träning och tävlingar. Olika paraidrotter ställer olika krav på ledsagaren och i vissa grenar fungerar idrottare och ledsagare som ett lag där båda får medalj.

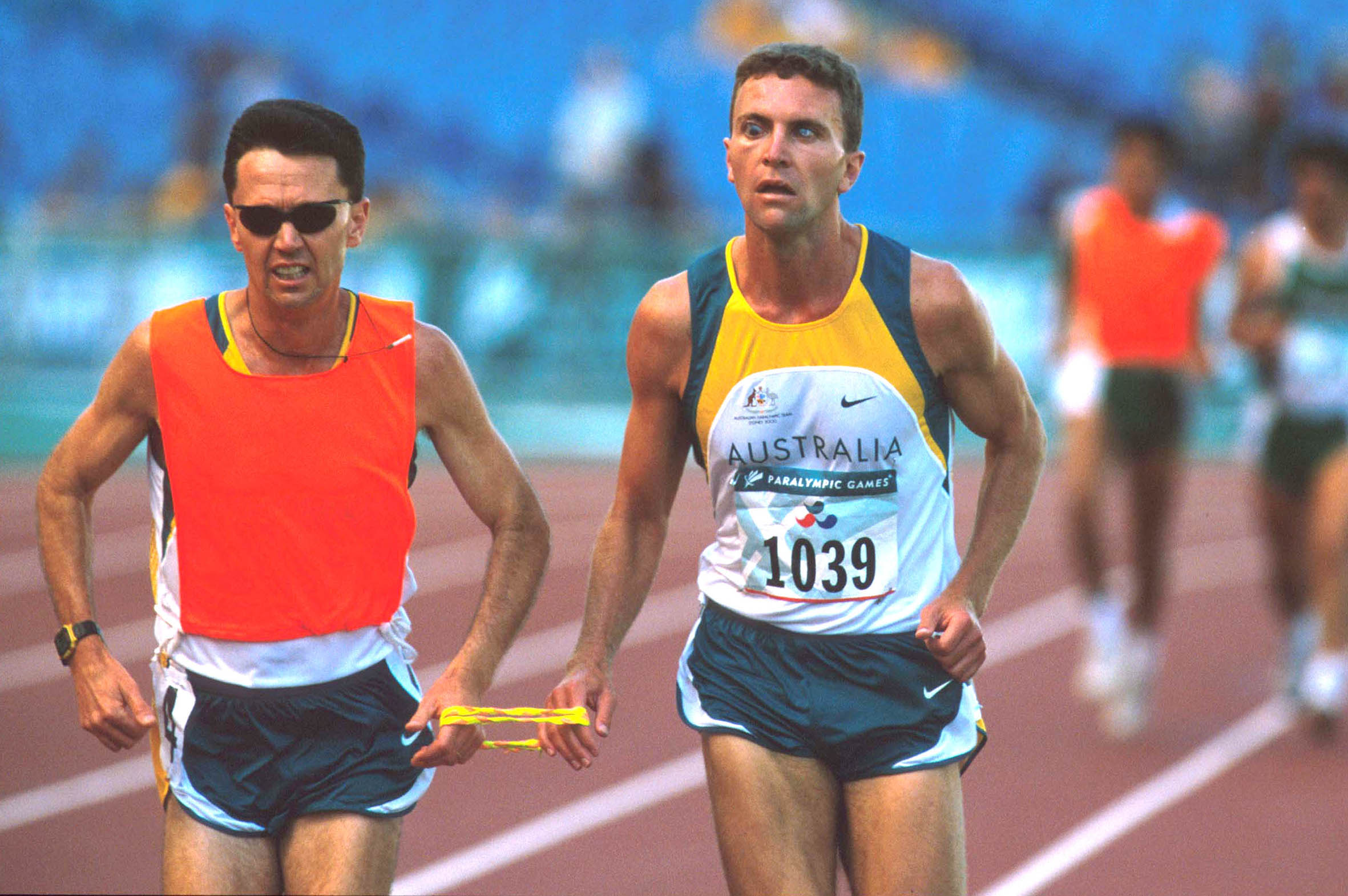
Australiska Gerrard Gosens med ledsagare vid paralympiska sommarspelen 2000.

Vid de paralympiska spelen delas synskadade in i klasserna B1, B2 och B3 efter graden av funktionsnedsättning, där den lägsta siffran är för deltagare helt utan syn.
Inom friidrotten används ledsagare främst i löpgrenarna. Ledsagaren är fäst vid den tävlande med ett band och får endast vägleda löparen med rösten och inte springa i mål före den tävlande.
Inom vinteridrotterna är ledsagare obligatoriska vid tävling i klass B1 och B2 i längdåkning, skidskytte och alpin skidåkning och frivilliga i klass B3. I alpin skidåkning startar ledsagaren från startfållan ett par hundradelar före åkaren och vägleder den synskadade genom banan med sin röst via teknik i hjälmarna. Avståndet mellan dem är reglerat och skiljer sig mellan olika discipliner. Ledsagaren måste vara en duktig skidåkare som förutom att vägleda åkaren också själv skall åka banan utan att falla. Vid längdåkning och skidskytte är ledsagaren fäst vid den tävlande med ett kort band. Han måste åka bakom åkaren och får endast vägleda med hjälp av rösten.

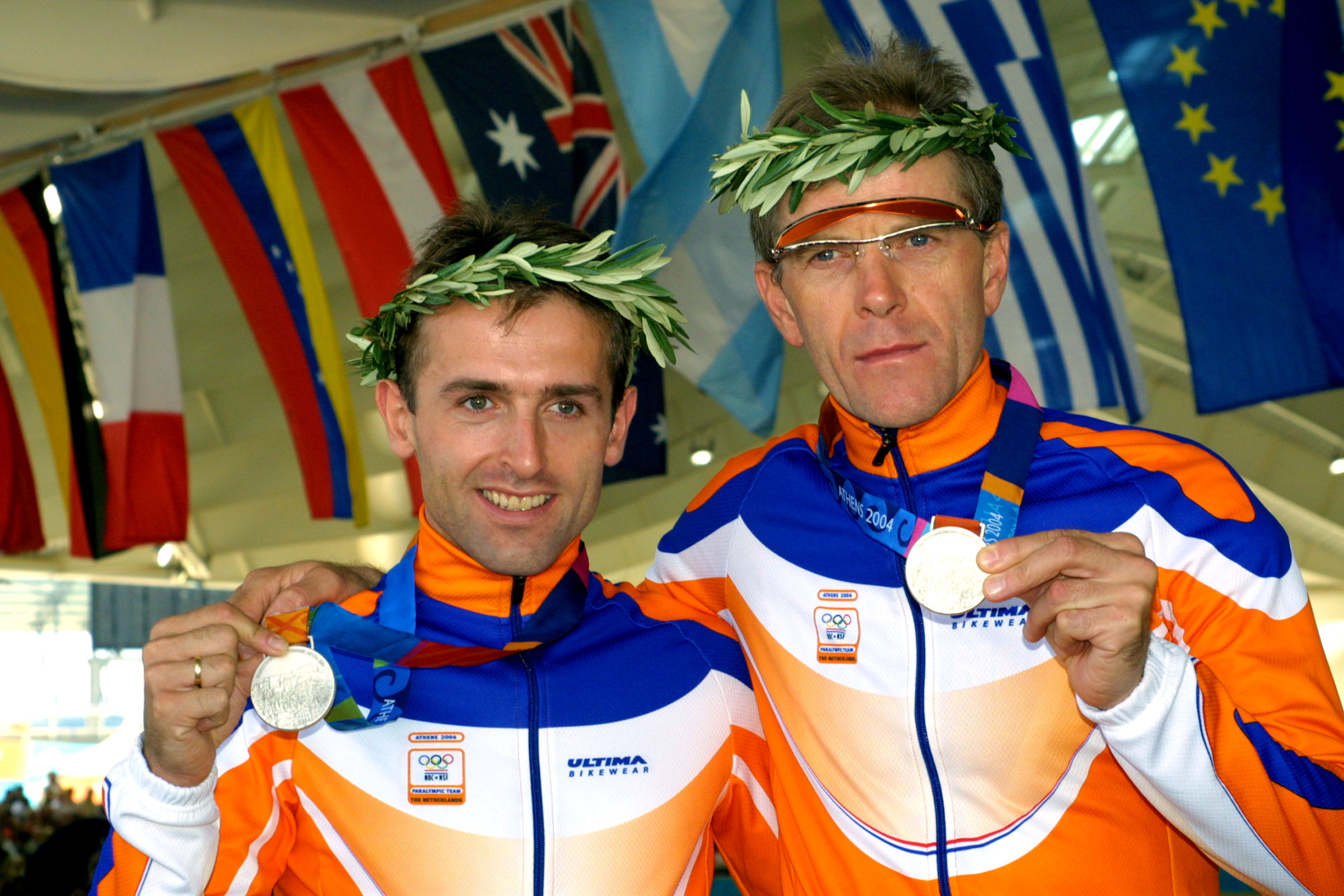
Jan Mulder (till höger) med ledsagare Pascal Schoots visar upp sina medaljer från paralympiska sommarspelen 2004.

I paracykel tävlar synskadade idrottare och ledsagare på tandemcykel där ledsagaren sitter framtill på cykeln. Ledsagaren får inte vara professionell cyklist och inte ha tävlat inom UCI de senaste tolv månaderna.

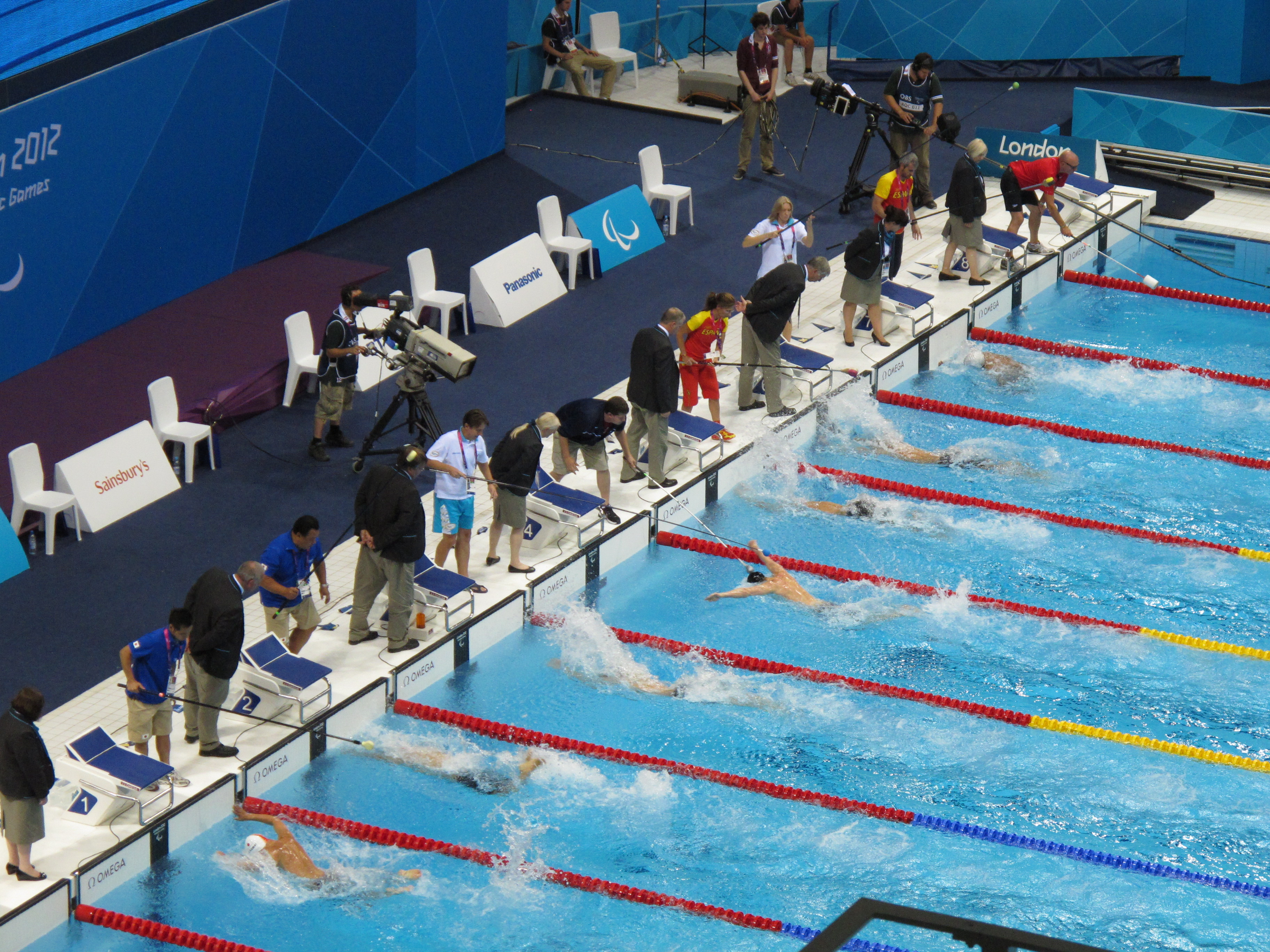
Ledsagare som vägleder parasimmare med ljud och taktila signaler.

Vid simtävlingar vägleds de tävlande av ledsagare, så kallade "tappers", som uppmärksammar dem på att de närmar sig bassängens slut genom att knacka dem på huvudet eller kroppen med en lång pinne.